# Файтинг

Пример файтинга: зелёный персонаж блокирует удар синего. Сверху показано здоровье персонажей.

Фа́йтинг (от англ. fighting — бой, драка, поединок, борьба) — жанр компьютерных игр, имитирующих рукопашный бой малого числа персонажей в пределах ограниченного пространства, называемого ареной (часть игровой вселенной, не управляемая участником игры, на которой происходят основные действия игры).
Файтинги близки к играм жанра «Beat ’em up», однако между ними существуют различия. Так, в большинстве файтингов игроку не требуется перемещаться по длинному уровню и нельзя выйти за границы арены, а бой состоит из нечётного числа отдельных раундов и не является непрерывным. Менее значительными и необязательно присутствующими признаками жанра являются использование многочисленных шкал для изображения жизненно важных показателей персонажей и прорисовка бойцов на арене в профиль.
Важной особенностью файтингов является их нацеленность на соревнование, а не на сотрудничество игроков, что делает игры этого жанра подходящими для киберспортивных чемпионатов.
Обычно файтинги предоставляют игроку возможность вести бой в режиме «один на один» против компьютерного противника или другого игрока, реже — позволяют сражаться одновременно трём или четырём противникам на одной арене.
Файтинги, являясь аркадным жанром, получали распространение и пользовались популярностью преимущественно в тех странах, где присутствовала развитая сеть игровых залов с аркадными автоматами, в первую очередь США и Японии.
По мере расширения рынка игровых приставок файтинги портировались и на них.
На персональных компьютерах игры этого жанра представлены слабо.

## История развития
Самым первым файтингом считается выпущенная в 1979 году на аркадных автоматах игра Warrior, разработанная Тимом Скелли (Tim Skelly).
Игра, представлявшая собой дуэль двух рыцарей, использовала монохромную векторную графику.
Мощность процессора аркадного автомата была недостаточной для одновременного обсчёта движений персонажей и изображения арены, поэтому персонажи и счёт игры проецировались поверх арены, нарисованной на корпусе автомата.

В течение последующих десяти лет файтинги как самостоятельный жанр не имели большой популярности и считались одной из разновидностей жанра «Избей их всех», практически сливаясь с ним. Примерами таких файтингов могут служить Yie Ar Kung-Fu от компании «Konami» и Karateka от Джордана Мехнера (Jordan Mechner), создателя игры Prince of Persia. Однако ещё в 1984 году компания «Data East» выпустила игру Karate Champ, в которой были заложены все наиболее общие основы файтингов: ограниченная арена, деление боя на раунды и начисление игроку очков в зависимости от того, каким из доступных ударов он попал по противнику.

Игра Street Fighter II (1991)

Расцвет файтингов начался с выходом в 1991 году на аркадных автоматах игры Street Fighter II от компании «Capcom». В Street Fighter II были представлены практически все принципы, техники и системы, на которых базируются современные файтинги. Среди них — возможность выполнения сложных приёмов путём сочетания движений джойстика («четверть круга вперёд», «полкруга назад» и т. п.) с нажатиями кнопок; прерывание анимации одних приёмов в другие, которое позволило выполнять непрерывные цепочки приёмов и послужило основой для концепции комбо; относительно большое количество персонажей, имеющих разные стили боя; и некоторые другие идеи игровой механики, почти без изменения используемые в современных двухмерных файтингах.
Вскоре после Street Fighter II было выпущено ещё несколько сходных игр.
Одним из наиболее заметных конкурентов явилась игра Mortal Kombat, в которой впервые было представлено комбо в воздухе (на игровом жаргоне джаггл) и оцифрованные, в противоположность рисованным, изображения персонажей и арен.
Fatal Fury от компании «SNK» вышла всего несколькими месяцами позже Street Fighter II и имела несколько продолжений, а Virtua Fighter от «Sega» стала первым полностью трёхмерным файтингом.
В 1994 году вышла первая игра серии The King of Fighters от «SNK», особенностью которой была возможность играть сразу за трёх персонажей, предварительно задавая порядок их выхода на арену.
The King of Fighters стала предтечей командных (англ. tag team) файтингов.
В 1995 году компания «Capcom» выпустила игру Street Fighter Alpha, дополнившую игровой процесс двумя важными способностями персонажей: блокированием ударов противника в воздухе и контратакой из блока.
После этих нововведений процесс добавления в игровую механику новых деталей, значительно влияющих на геймплей, замедлился: основные механизмы уже были придуманы и нуждались только в отладке.
С развитием файтингов популярность жанра «Избей их всех», чей золотой век пришёлся на 80-е годы XX века, начала медленно угасать.
Но, отдавая дань старым традициям, многие разработчики современных файтингов включают в них режимы, напоминающие игры «Избей их всех».
Примерами такого включения могут служить режимы «Tekken Force» в игре Tekken 3 от «Namco» и «Boost Mode» в Guilty Gear Isuka от «Arc System Works».

## 2D и 3D
С появлением трёхмерных игр файтинг-жанра двухмерные файтинги не сдали своих позиций и продолжили развиваться. Тем не менее, выбор графики оказывал влияние на механику игры, и между двух- и трёхмерными файтингами начали выявляться различия в геймплее.

### Двухмерные файтинги
Двухмерные файтинги (серии Street Fighter, The King of Fighters, Guilty Gear (за исключением GG2: Overture), первые игры Mortal Kombat) основаны на спрайтах и представляют собой управляемую анимацию, сходную с мультфильмами., однако некоторые игры (в частности, кроссовер Marvel vs. Capcom 3, Street Fighter 4 и его апдейт, а также Mortal Kombat (2011)) при сохранении двухмерной механики боя используют трёхмерную графику.
Большая часть двухмерных файтингов использует только один план: персонажи игры могут перемещаться вдоль арены, но не могут отступать вглубь неё.
Угол, под которым игрок видит арену и персонажей, всегда остаётся неизменным.
Поскольку двухмерные файтинги не могут использовать глубину экрана, они делают упор на использовании высоты.
Чрезвычайно высокие прыжки персонажей, впервые представленные в игре X-Men: Children of the Atom от «Capcom», и атаки с прыжка являются необходимыми элементами игры.
Другие характерные особенности включают атаки с применением мелких материализуемых предметов или сгустков энергии (проджектилей на сленге игроков) и двухуровневую систему атак и блоков, делящихся на верхние и нижние.
Третий вид блоков — воздушные — присутствует не во всех играх.
Поскольку файтинги изначально были именно двухмерными, их игровая система на протяжении долгого времени подвергалась отладкам и дополнениям.
В результате двухмерные файтинги часто содержат больше известных и давно применяющихся техник, чем трёхмерные игры того же жанра.
Среди двухмерных файтингов имеется много кроссоверов (англ. crossover): игр, в которых персонажи, взятые сразу из нескольких разных файтингов, участвуют в одной игре, причём количество персонажей составляет несколько десятков, иногда превышая полсотни.
Как правило, игрок может составлять команду из нескольких персонажей, переключаться между ними в течение раунда и использовать неактивных в данный момент персонажей для помощи активному.
Кроме того, часто имеется выбор между несколькими боевыми системами, взятыми из файтингов, входящих в состав объединённой игры.
Примеры — серии Marvel vs. Capcom, Capcom vs. SNK, Street Fighter X Tekken от «Capcom», The King of Fighters от «SNK» и Fighters Megamix от «Sega».

### Трёхмерные файтинги
В трёхмерных файтингах (Virtua Fighter, Soul Calibur, Tekken, Dead or Alive, Last Bronx, Mortal Kombat 4) все графические элементы представляют собой полигональные модели, которые игрок может рассматривать под любым углом и с любой стороны.
Тем не менее, трёхмерные файтинги зачастую позволяют игроку оптимально использовать только два измерения, делая игру фактически двухмерной (с тем отличием, что 2D-игры используют ширину и высоту, а 3D-игры — ширину и глубину). Геймплей некоторых трёхмерных файтингов сильно напоминает двухмерные игры: третье измерение, глубина арены, используется скорее как одна из дополнительных возможностей уклонения от атак противника, чем как неотъемлемая часть боевой системы.
В отличие от двухмерных файтингов, персонажи трёхмерных игр способны отходить вглубь арены, прыжки и атаки с применением снарядов имеют намного меньшее значение в игровом процессе, а уровни атак и блоков сложнее и в общем случае делятся на верхний, средний и нижний.
Помимо этого, трёхмерные файтинги характеризуются более низкими скоростями атак.
Анимированные 3D-модели в играх часто создаются с помощью специального программного обеспечения, которое обрабатывает показания датчиков, укреплённых на теле выполняющего то или иное движение человека.
Записанные движения модели требуют для отображения более длинной последовательности кадров, чем рисованные спрайты, однако выглядят реалистичнее.
Арены в трёхмерных файтингах намного больше, чем в двухмерных, и могут разделяться на несколько секций, например, как в играх серии Dead or Alive.
На арене часто присутствуют объекты, угрожающие здоровью персонажей.
Такие объекты можно использовать против оппонента, к примеру, столкнуть его с обрыва или бросить на проволоку, по которой проходит электрический ток.
Во многих трёхмерных файтингах победа игроку засчитывается в двух случаях: если у противника не осталось здоровья, или если он оказался за пределами арены.
Выбить противника с арены можно удачно попавшей в него атакой или многочисленными ударами по оппоненту в то время, когда он находится в блоке: механика файтингов подразумевает, что блокирующий персонаж после получения удара немного «отъезжает» от атакующего, и таким образом может быть вытеснен с поля боя.
В некоторых играх, например, в серии Super Smash Bros, вытеснение (англ. ring out) — основной или даже единственный способ одержать победу.

## Игровой баланс
Баланс в файтингах характеризует состав персонажей в целом, указывая на наличие среди них особенно сильных или, наоборот, слишком слабых бойцов. В идеале возможности персонажей должны быть равны независимо от их стиля ведения боя. Самый простой пример балансировки — выравнивание сил бойцов за счёт скорости передвижения и нанесения ударов. Сильный, но малоподвижный персонаж с медленными атаками может быть уравнен со слабым, но очень мобильным за счёт того, что слабый боец получает возможность уворачиваться от ударов сильного и чаще наносить свои удары. Менее линейная балансировка включает уравнивание сил персонажей за счёт дальности атак, разнообразия приёмов для ближнего и дальнего боя, относительной непредсказуемости ударов и т. п. Баланс учитывает только физику самой игры, не включая потенциальные преимущества, получаемые при выборе персонажа с наиболее подходящим игроку стилем боя.
Как правило, файтинги дают возможность выбирать из большого количества персонажей, что создаёт разработчикам дополнительные трудности при балансировке игры: чем больше бойцов, тем труднее соблюсти равенство сил между ними. В этом случае создатели идут на распространённую хитрость, создавая клонов — персонажей, обладающих очень сходным или даже одинаковым набором приёмов, несмотря на различающуюся внешность. В оригинальной Street Fighter, например, клонами были два главных героя, Рю (Ryu) и Кен (Ken). Добавление в игру клона уже существующего персонажа позволяет не тратить время на перебалансировку, тем самым ускоряя разработку. Последующие версии игры обычно добавляют клонам различий в геймплее.
Несмотря на то, что оценка сбалансированности того или иного файтинга в значительной мере субъективна, существуют распространённые мнения, касающиеся этой стороны игрового процесса. Так, Samurai Shodown III часто называют игрой с плохим балансом, в то время как файтинги серии Guilty Gear в целом считаются хорошо сбалансированными.

## Киберспорт

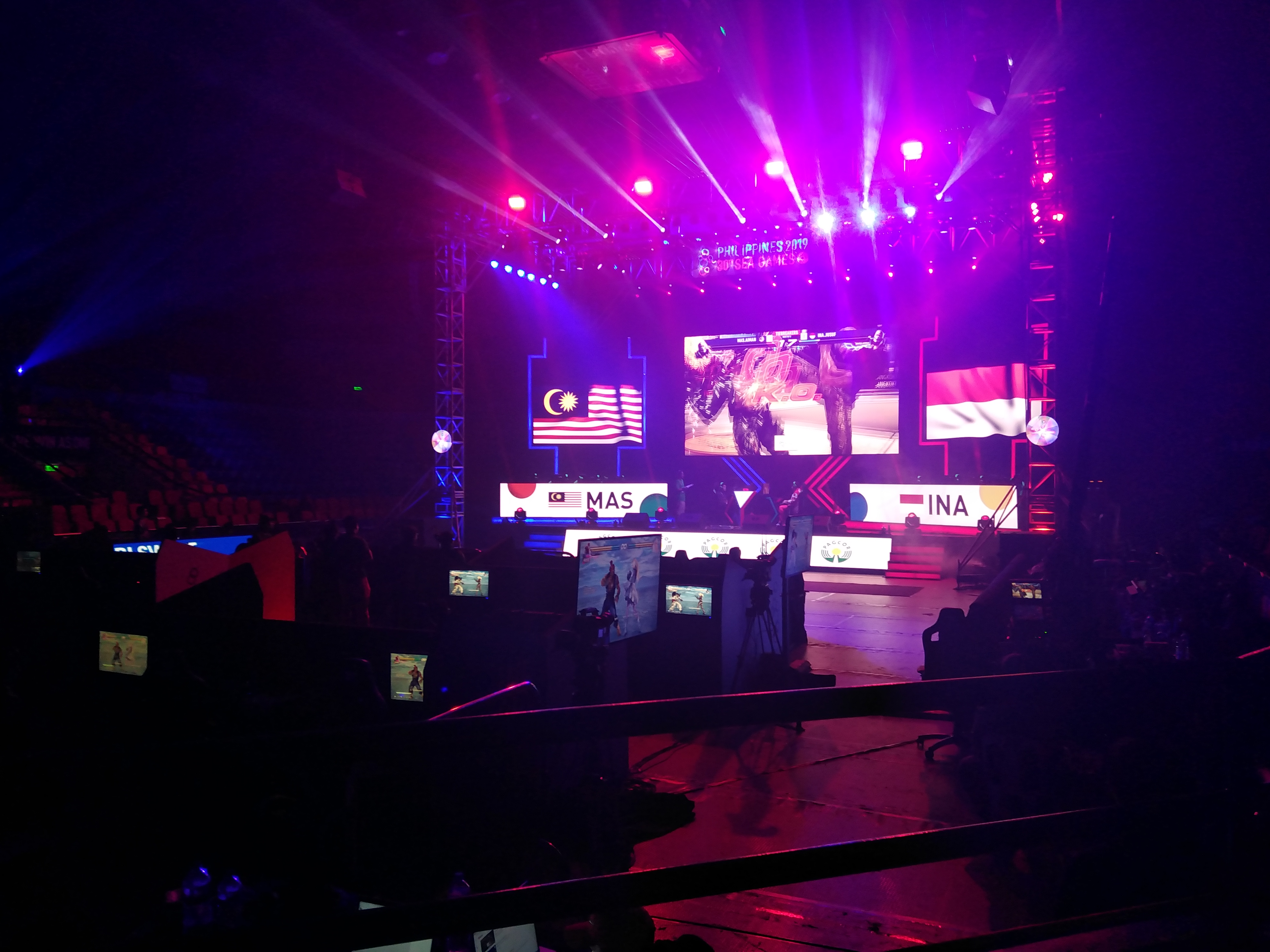
Турнир по игре Tekken 7

Организаторы киберспортивных турниров пользуются сильной соревновательной компонентой, присутствующей в файтингах. Так, в Японии журналом «Arcadia», посвящённым аркадной индустрии, начиная с 2003 года проводится крупный ежегодный чемпионат по файтингам под названием «Tougeki — Super Battle Opera», а в Америке существует чемпионат «Evolution». Значительность кибер-турнира определяется не только числом участников, но и величиной призового фонда, которая может быть весьма солидной.
Соревнования по консольным играм всегда проводятся в одном помещении, так как возможность сетевой игры отсутствует. Как правило, на любом крупном киберспортивном событии присутствуют не только участники и организаторы, но и зрители, для удобства которых поединки транслируются на большие экраны. Финальные матчи крупных чемпионатов записываются и после окончания турнира выпускаются на DVD-дисках, которые можно приобрести у организаторов. А у фанатов файтингов, не принимающих участия в турнире, в рамках чемпионата часто имеется возможность поиграть друг с другом для удовольствия, вне турнирных зачётов.
В России чемпионаты по файтингам, начиная с 2005 года, организует проект Fighting.ru под названием Moscow Fighting Arena. Российские турниры зачастую не имеют постоянного спонсора, и их призовой фонд в сравнении с зарубежными чемпионатами выглядит намного скромнее.

## Критика
Критика файтингов как жанра может быть сведена к следующим положениям:
Крайне упрощённый сюжет или его полное отсутствие. Для ранних файтингов, развивавшихся на аркадных автоматах, сюжет был просто не нужен: мало кто из игроков хотел тратить оплаченное время на просмотр видеороликов или чтение описаний, особенно когда к автомату выстраивалась очередь из других желающих поиграть. С переходом файтингов на приставки разработчики начали уделять сюжету несколько больше внимания, но, поскольку главной целью игр этого жанра была и остаётся победа над оппонентом в течение раунда, создатели концентрируются на проработке механики боя и визуальных эффектов. Сюжету отводится второ- или даже третьестепенная роль, вследствие чего он становится схематичным и стандартизованным. Например, один из распространённых сценариев — чемпионат по боевым искусствам, проводимый отрицательным персонажем, который оказывается боссом игры. Дополнительные сложности при построении истории игрового мира создаёт и один из главных козырей файтингов — большое количество разнообразных персонажей. Чем их больше, тем сложнее разработчикам создать нешаблонную и непротиворечивую общую сюжетную линию, куда вписывались бы все герои. Отсутствие сколько-нибудь оригинальной и детализированной сюжетной линии не нравится многим игрокам, предпочитающим в процессе игры наблюдать за развитием событий и участвовать в них.
Лёгкий выигрыш с применением простейших приёмов. Существуют две стратегии, работающие практически во всех файтингах и позволяющие выигрывать бой, не будучи знакомым с техникой игры и управлением. Одна из стратегий включает быстрое беспорядочное нажатие на клавиши ударов в надежде случайно попасть по противнику (англ. button mashing), вторая представляет собой постоянное использование одного и того же, обычно простого, приёма (англ. spamming). Эти стратегии, делающие бой однообразным и неинтересным, применяются либо новичками, не успевшими разобраться в игровом процессе, либо намеренными саботажниками игры. Тем не менее, защитники жанра утверждают, что по-настоящему опытные игроки не позволяют победить себя с помощью подобных стратегий и способны справляться с использующими их без особенных усилий.

Игры серии Mortal Kombat часто критикуются за изображение насилия и жестокости.

Жестокость. Не являясь отличительной особенностью жанра, жестокость, тем не менее, присутствует в некоторых файтингах. Наиболее серьёзно и последовательно за изображение насилия, увечий и крови осуждалась серия Mortal Kombat.
Особые нарекания вызывала присутствующая в этих играх возможность беспощадно добить побеждённого оппонента специально для этого предназначенным приёмом (англ. fatality), анимация которого могла включать, например, отрывание противнику головы вместе с позвоночником. Также серьёзной критике был подвергнут файтинг Time Killers за возможность отрубить одну из конечностей противнику прямо на поле боя.
Общественные деятели были настолько обеспокоены появлением чрезмерно реалистичных компьютерных игр, что в 1994 году независимо друг от друга были созданы сразу две рейтинговые системы для оценки игровой продукции: американская ESRB и британская ELSPA, позже давшая начало общеевропейской PEGI. На принятие решения о создании обеих этих систем особенное влияние оказал релиз как файтинга Mortal Kombat, так и некоторых шутеров от первого лица, в частности, Doom.
Некоторые файтинги переоценивались и цензурировались при повторных релизах — так, игра Samurai Shodown была подвергнута цензуре в Америке, хотя её оригинальный релиз в Японии сочли вполне допустимым. В других играх, например, Time Killers, вводилась опция регулировки уровня насилия, позволявшая по желанию убирать или включать анимацию крови.
Иногда разработчики заменяли бойцов-людей на роботов, чтобы решить проблему жестокости, не потеряв при этом в зрелищности.
Показательным примером может служить игра One Must Fall 2097, в которой между раундами игроку приходилось чинить своего более или менее повреждённого в бою робота.
А для Mortal Kombat созданием рейтингов дело не ограничилось: в 2007 году независимым американским режиссёром Спенсером Хэлпином (Spencer Halpin) был снят документальный фильм «Moral Kombat» («Моральная битва»), рассматривавший противоречивые вопросы изображения насилия в видеоиграх.
Название фильма является прямой отсылкой к Mortal Kombat.